# Fosco Maraini

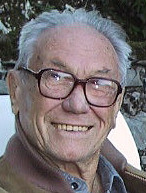
Foto

Fosco Maraini (Florencia, 15 de noviembre de 1912 – ibidem, 8 de junio de 2004) fue un antrópologo, orientalista, alpinista, fotógrafo, escritor y poeta italiano. 

## Biografía

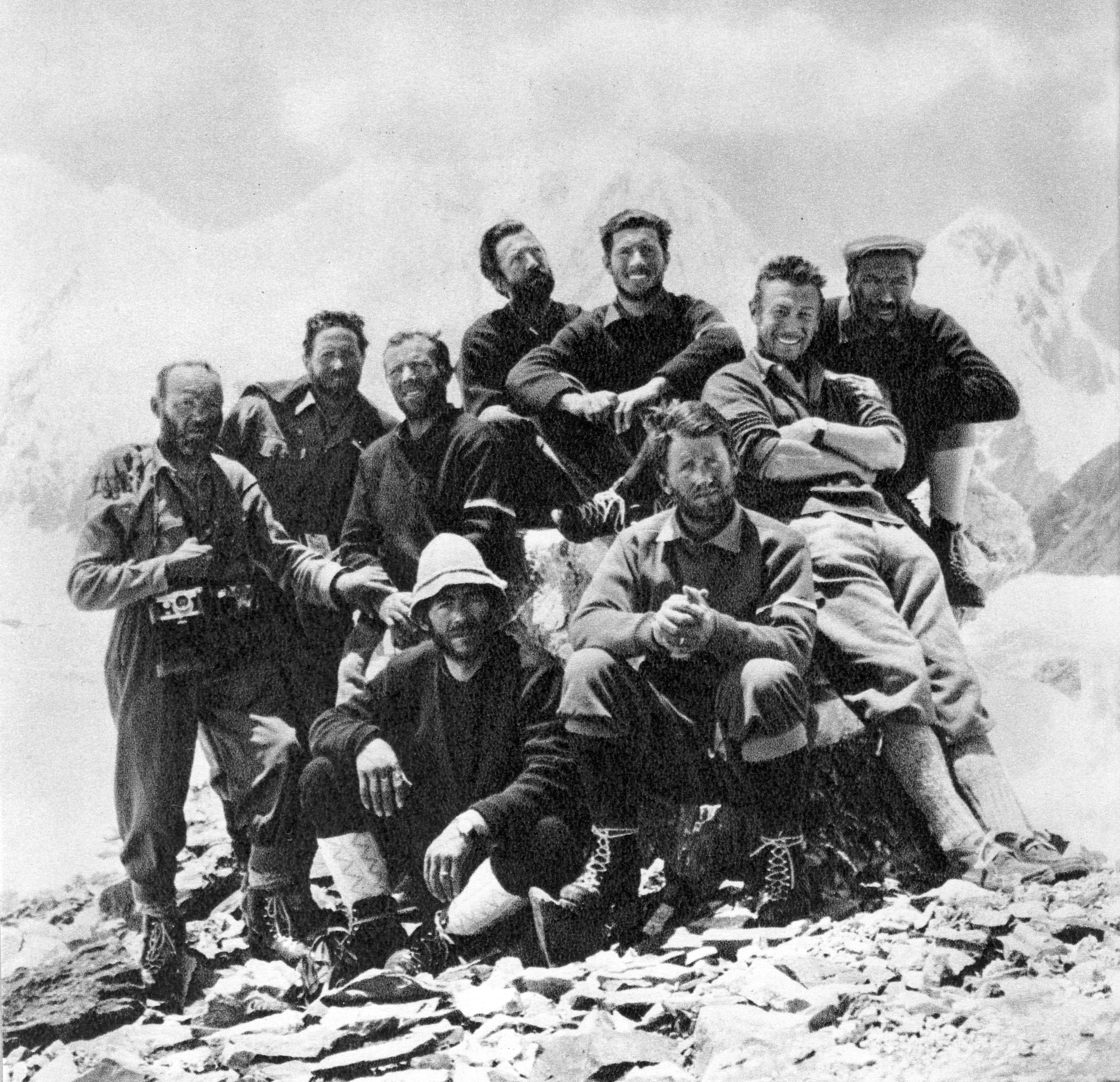
Expedicionarios al Gasherbrum IV en 1958. Fosco Maraini es el primero a la derecha

Creció y se formó en un ambiente intelectualmente vivaz propio de su familia y de la Florencia de los años 1920-1930.
Su padre era el escultor Antonio Maraini, de una antigua familia ticinesa; y su madre la actriz Yoï Crosse, de madre húngara de origen polaco y padre inglés. Tenía un hermano, Grato Maraini, y una medio hermana y un medio hermano del primer matrimonio de su madre con James Francis Buckley: Wilma Susan Morwen y Gabriel James Ifor.
En 1934, empujado por su inmensa curiosidad por Oriente, se embarcó en el Amerigo Vespucci, buque escuela de la Marina Militar de Italia, como profesor de inglés, visitando el Magreb y Anatolia.
En 1935 se casó con la pintora siciliana Topazia Alliata, tuvieron tres hijas: Dacia, Yuki y Toni.
Se graduó en ciencias naturales y antropología en la Universidad de Florencia.
En 1937, con el orientalista maceratano Giuseppe Tucci, gran conocedor de lenguas asiáticas, fue a una expedición al Tíbet, a la que continuó otra en 1948; como más tarde plasmaría en sus obras Dren Giong (Vallecchi Ed., 1939) y Segreto Tibet (De Donato editore, 1951).

### Durante la guerra
Antes de la Segunda Guerra Mundial, Maraini se mudó a Japón, primero se estableció en Sapporo, luego Kansai y finalmente en Kioto, donde trabajó como lector de italiano en la universidad local.
El 8 de septiembre de 1943 se encontraba en Tokio y rechazó, junto con su esposa Topazia, unirse a la República de Saló. Luego fue internado en un campo de concentración en Nagoya con toda su familia durante unos dos años. En su encarcelamiento, realizó un gesto de gran significado simbólico en la cultura japonesa: en presencia de los comandantes del campo de concentración, se cortó con un hacha la última falange del dedo meñique de la mano izquierda. No obtuvo la libertad, pero sí una mejora en las condiciones carcelarias que permitió a la familia Maraini (y a otros prisioneros italianos) sobrevivir al hambre hasta su liberación.

### Después de la guerra
Terminada la guerra, volvió a Italia. Más tarde viajaría al Tibet, Jerusalén, Japón y Corea.

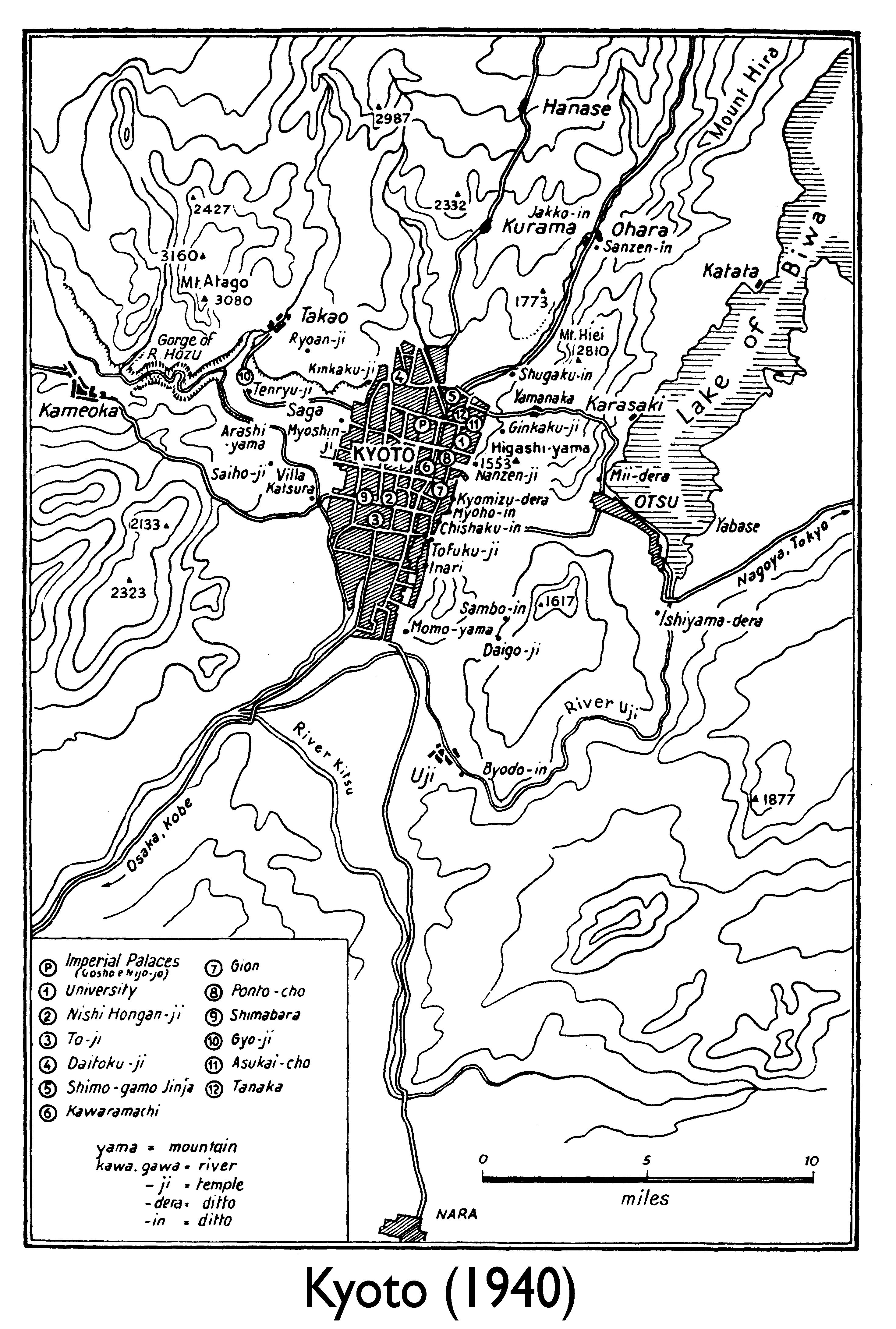
Mapa de Kyoto, en Meeting with Japan de Fosco Maraini, p. 204

Ya conocido por sus fotografías en el Tíbet y Japón, fotografió las cordilleras del Karakórum y del Hindú Kush, Asia Central; e Italia en general. 
Fue profesor de lengua y literatura japonesa en la Universidad de Florencia y uno de los mayores expertos en la cultura del pueblo ainú del norte de Japón. Fue investigador en el St Antony's College de la Universidad de Oxford y en las universidades de Sapporo y Kioto. 
Como alpinista, desarrolló su actividad principalmente en los Dolomitas, donde realizó sus primeras ascensiones con Emilio Comici, Tita Piaz y Sandro del Torso. Participó también en algunas expediciones importantes del Club Alpino Italiano: la de 1958 al Gasherbrum IV liderada por Riccardo Cassin, y la de 1959 organizada por la sección de Roma del CAI al Saraghrar.
Tras divorciarse de Topazia Alliata, en 1970 se casó por segunda vez con la japonesa Mieko Namiki, con quien vivió en Florencia, en la villa de su padre en Torre di Sopra, cerca de la Villa di Poggio Imperiale, trabajando en la organización de su archivo fotográfico y de sus numerosos libros. 
Murió en junio de 2004 y a voluntad suya, fue enterrado en el pequeño cementerio de Alpe di Sant'Antonio, del municipio de Molazzana, aldea de la Garfagnana.